# Boala Huntington
Boala Huntington este o boală progresivă neurodegenerativă ereditară, caracterizată prin demență, declin cognitiv, coordonare defectuoasă a mușchilor, și coree. Este afectat în primul rând sistemul nervos. Simptomele se dezvoltă după vârsta de 30 de ani. Transmiterea bolii este autozomal dominantă; markerul genetic se află pe brațul scurt al cromozomului 4, ce constă într-o repetare excesivă a secvenței trinucleotide CAG. Gena codifică proteina Huntington, care se acumulează selectiv în celulele cerebrale, sensibile la nivelurile toxice ale acestei proteine.

## Semne și simptome

### În faza incipientă
- Anxietate;
- Labilitate emoțională;
- Alterararea funcției cognitive;
- Depresie;
- Hipotonie;
- Mișcări oculare anormale;
- Grimase faciale;
- Bradichinezie;
- Impulsivitate, ostilitate, agitație;
- Alterarea simțului olfactiv;

### În faza avansată
- Coree;
- Disfagie;
- Disartrie;
- Incontinență urinară și de materii fecale;
- Apatie, iritabilitate;
- Tulburări ale mersului;
- Depresie;
- Instabilitate posturală;
- Hiperchinezie;
- Psihoză, sindromul obsesiv-compulsiv;
- Rigiditate;
- Hipertonie.